# Bruno van Augsburg

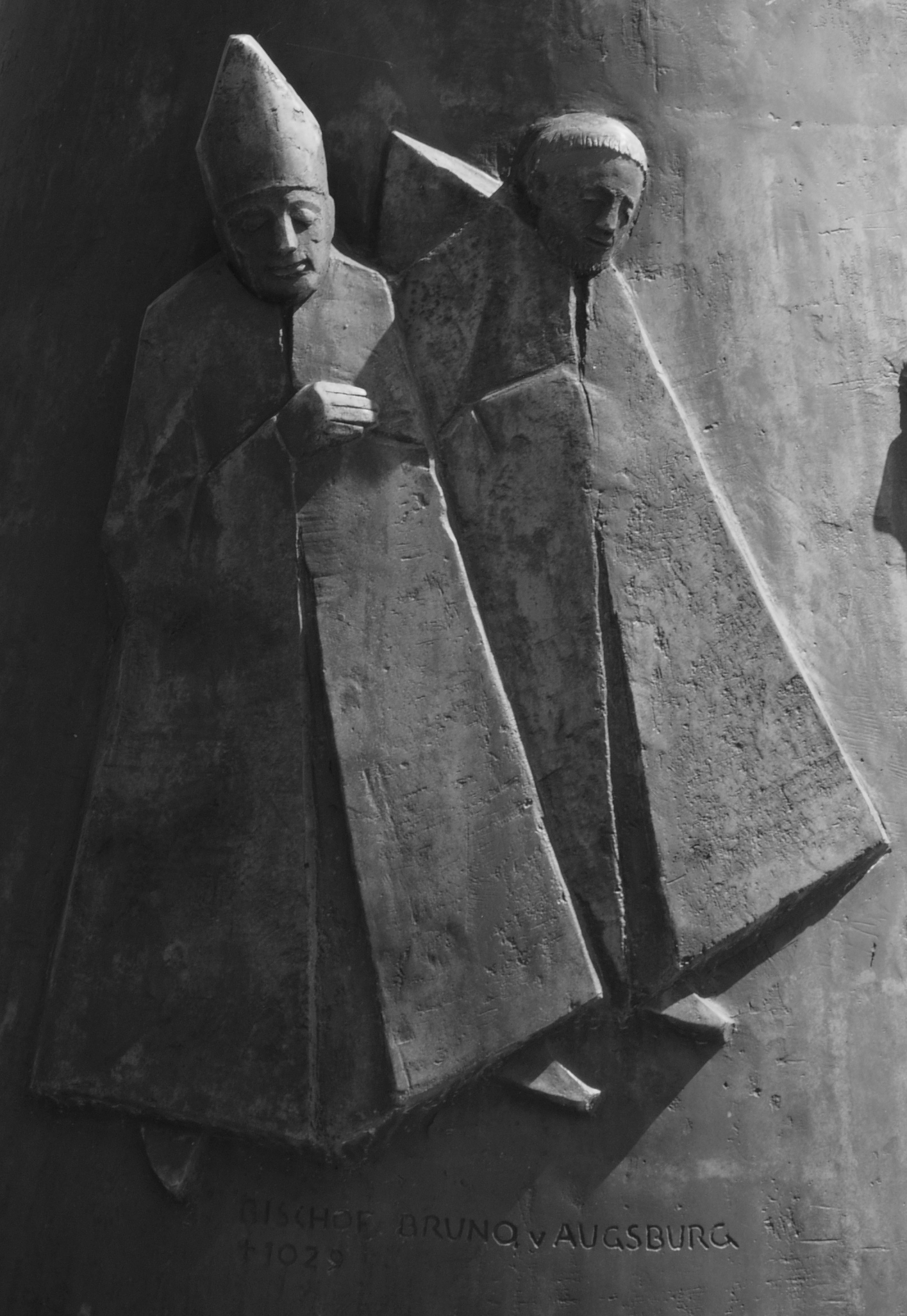

Bruno van Augsburg of Bruno van Beieren of Brun von Augsburg was bisschop van het prinsbisdom Augsburg van 1006 tot 1029.

## Biografie
Hij was de zoon van hertog Hendrik II van Beieren, bijgenaamd de Ruziezoeker, zoon van keizer Hendrik de Vogelaar en Gisela van Bourgondië. Hij was de broer van Hendrik II (973-1024), keizer van het Heilige Roomse Rijk en Gisela van Beieren, getrouwd met koning Stefanus I van Hongarije. Hendrik en Stefanus zijn beiden heilig verklaard.
Zijn broer Hendrik stierf kinderloos (1024) en aangezien hij een geestelijke was, kon hij de dynastie der Liudolfingen niet verder zetten. Reeds tijdens de heerschappij van zijn broer, nam hij de functie van kanselier waar. Na de dynastiewissel bij het aantreden van Keizer Koenraad II, behield hij de post. Hij kon goed opschieten met de nieuwe keizer en kreeg de taak zich bezig te houden met opvoeding van zijn kinderen.
Tijdens zijn ambt zorgde hij voor het welzijn van zijn bisdom.